# Bedřich Katzer
Bedřich (Friedrich) Katzer, křtěný Bedřich Antonín, pseudonym Miroslav Skalák (5. června 1861 Rokycany - 3. února 1925 Sarajevo), byl rakouský geolog a mineralog s českými kořeny.

## Život
Bedřich Katzer se narodil v Rokycanech v rodině místního učitele Antonína Katzera a jeho ženy Tekly rodem Bimannové, původem z Nového Lesa. První vědomosti získal od svého otce, zároveň učitele v rokycanské obecné škole a později i na dalších stupních středních škol a následně byl v letech 1880-1883 studentem pražské univerzity a později i německé vysoké školy technické, kde později působil jako asistent. V roce 1888 byl vedoucím zkušební stanice stavebních materiálů ve Vršovicích.
V roce 1890 získal doktorát na univerzitě v Giessenu a v roce 1892 se stal asistentem mineralogie a geologie na univerzitě v Leobenu. Následně odcestval do Brazílie a tam od roku 1895 vedl mineralogicko-geologické oddělení v Museu "Paraense" v Belému a odkud podnikal různé průzkumné projekty.
V roce 1897 se vrátil na evropský kontinent a od roku 1898 začal pracovat jako státní geolog v Sarajevu a poté byl v roce 1900 jmenován ředitelem Zemského geologického ústavu pro Bosnu a Hercegovinu v Sarajevu. Zde také Bedřich Katzer v prvních březnových dnech roku 1925 zemřel.
Po Bedřichu Katzerovi byl pojmenován trilobit „Illaenus katzeri Barrande“.

## Dílo
- 1896 •	Beitrag zur Kenntniss des älteren Palaeozoicums im Amazonasgebiete, 1896 - Contribution to the knowledge of older "Paleozoicum" in areas of the Amazon.
- 1897 •	Das Amazonas-devon und seine Beziehungen zu den anderen Devongebieten, 1897 - The Amazon Devonian and its relationship to other Devonian regions.
- 1903 Grundzüge der Geologie des unteren Amazonasgebietes: (des Staates Pará in Brasilien), 1903 - Basics of geology in the lower Amazon regions (state of Pará, Brazil).
- 1909 Karst und karsthydrographie, 1909 - Karst and karst-hydrography.
- 1918 Geologie von Böhmen, 1918 - Geology of Bohemia.
  - Die Fossilen Kohlen Bosniens und der Hercegovina, 1918 - The fossil coal of Bosnia and Herzegovina.
- 1924/1925 Geologie Bosniens und der Hercegovina, 1924-25 - Geology of Bosnia and Herzegovina